# Cesare Emiliani
Cesare Emiliani  (Bologna, 8 de diciembre de 1922 – Palm Beach Gardens, 20 de julio de 1995) fue un geólogo, micropaleontólogo e isotopista geoquímico italiano, fundador de la paleo-oceanografía.
Emiliani nació en Bolonia y sus padres fueron Luigi y Maria (Manfredidi) Emiliani.
Junto con Roger Revelle y muchos otros desarrolló activamente el programa JOIDES que se basó en el proyecto original LOCO (LOng COres).
Fue un científico pro-renacentista – políglota y hombre muy leído – y adversario militante de posturas dogmáticas al igual que de toda rigidez mental. Era por este motivo que en sus últimos años consagró mucho tiempo en despertar interés y propuso el Calendario holoceno, una reforma del calendario con origen en la época holocena. Su ambición fue eliminar el hiato entre la escala a. C. y la escala d. C.. Éste es igual a 1 año porque cada escala tiene origen 1 como consecuencia de la definición del Calendario Gregoriano.

## Obras populares
- Emiliani, C. 1992. Planet Earth : Cosmology, Geology, & the Evolution of Life & the Environment. Cambridge University Press. ISBN 0-521-40949-7
- Emiliani, C. 1995. The Scientific Companion : Exploring the Physical World with Facts, Figures, and Formulas (Wiley Popular Science) (2ª ed.). Wiley. ISBN 0-471-13324-8
- Emiliani, Cesare. 1993. Dictionary of Physical Sciences. Oxford University Press. ISBN 0-19-503652-2

## Obra prominente
- Emiliani C. 1954. Depth habitats of some species of pelagic foraminifera as indicated by oxygen isotope ratios. Am. J. of Science 252:149–158
- Emiliani C. 1954. Temperature of Pacific bottom waters and polar superficial waters during the Tertiary. Science 119:853–855
- Emiliani C. 1956. Oligocene and Miocene temperature of the equatorial and subtropical Atlantic Ocean. J. of Geology 64:281–288
- Emiliani C. 1956. On paleotemperatures of Pacific bottom waters. Science 123:460–461
- Emiliani C. 1957. Temperature and age analysis of deepsea cores. Science 125:383–385
- Emiliani C. 1961. The temperature decrease of surface water in high latitudes and of abyssal-hadal water in open oceanic basins during the past 75 million years. Deep-Sea Research 8:144–147
- Emiliani C. 1965. Precipitous continental clopes and considerations on the transitional crust. Science 147:145–148
- Emiliani C. 1966. Isotopic paleotemperatures. Science 154: 851–857
- Emiliani C. 1966. Paleotemperature analysis of Caribbean cores P6304-8 and P6304-9 and a generalized temperature curve for the past 425,000 years. Journal of Geology 74:109–124
- Emiliani C. 1968. The Pleistocene epoch and the evolution of man. Current Anthropology 9:27–47
- Emiliani C. 1969. Interglacials, high sea levels and the control of Greenland ice by the precession of the equinoxes. Science 166:1503–1504
- Emiliani C. 1969. A new paleontology. Micropaleontology 15:265–300
- Emiliani C. 1970. Pleistocene paleotemperatures. Science 168:822–825
- Emiliani C. 1971. The amplitude of Pleistocene climatic cycles at low latitudes and the isotopic composition of glacial ice. In: Turekian KK (ed) Late Cenozoic Glacial Ages. New Haven, CO: Yale University Press, pp 183–197
- Emiliani C. 1971. Depth habitats and growth stages of pelagic formanifera. Science 173:1122–1124
- Emiliani C. 1971. Paleotemperature variations across the Plio-Pleistocene boundary at the type section. Science 171:600–602
- Emiliani C. 1978. The cause of the ice ages. Earth and Planetary Science Letters 37:347–354
- Emiliani C. 1981. A new global geology. In: Emiliani C (ed) The Oceanic Lithosphere. The Sea (8th edn). Vol. 7. New York: Wiley Interscience, pp 1687–738
- Emiliani C. 1982. Extinctive evolution. Journal of Theoretical Biology 97:13–33
- Emiliani C. 1987. Dictionary of Physical Sciences. Oxford: Oxford University Press
- Emiliani C. 1988. The Scientific Companion. New York: Wiley
- Emiliani C. 1989. The new geology or the old role of the geological sciences in science education. J. of Geological Education 37:327–331
- Emiliani C. 1991. Avogadro number and mole: a royal confusion. Journal of Geological Education 39:31–33
- Emiliani C. 1991. Planktic et al. Marine Micropaleontology 18:3
- Emiliani C. 1991. Planktic/planktonic, nektic/nektonic, benthic/benthonic. Journal of Paleontology 65:329
- Emiliani C, Ericson DB. 1991. The glacial/interglacial temperature range of the surface water of the ocean at low latitudes. In: Taylor HP, O’Neil JR, Kaplan IR (eds) Special Publication: Stable Isotope Geochemistry: A Tribute to Samuel Epstein. Pennsylvania: Geochemical Society, University Park, pp 223–228
- Emiliani C. 1992. The Moon as a piece of Mercury. Geologische Rundschau 81:791–794
- Emiliani C. 1992. Planet Earth: Cosmology, Geology, and the Evolution of Life and Environment. New York: Cambridge University Press
- Emiliani C. 1992. Pleistocene paleotemperatures. Science 257:1188–1189
- Emiliani C. 1993. Milankovitch theory verified; discussion. Nature 364:583
- Emiliani C. 1993. Calendar reform. Nature 366:716
- Emiliani C. 1993. Extinction and viruses. BioSystems 31:155–159
- Emiliani C. 1993. Paleoecological implications of Alaskan terrestrial vertebrate fauna in latest Cretaceous time at high paleolatitudes: Comment. Geology 21:1151–1152
- Emiliani C. 1993. Viral extinctions in deep-sea species. Nature 366:217–218
- Emiliani C. 1995. Redefinition of atomic mass unit, Avogadro constant, and mole. Geochimica et Cosmochimica Acta 59:1205–1206
- Emiliani C. 1995. Tropical paleotemperatures: discussion. Science 268:1264
- Emiliani C, Edwards G. 1953. Tertiary ocean bottom temperatures. Nature 171:887–888
- Emiliani C, Elliott I. 1995. Vatican confusion. Nature 375:530
- Emiliani C, Epstein S. 1953. Temperature variations in the lower Pleistocene of Southern California. J. of Geology 61:171–181
- Emiliani C, Gartner S, Lidz B. 1972. Neogene sedimentation on the Blake Plateau and the emergence of the Central American Isthmus. Palaeogeography, Palaeoclimatology, Palaeoecology 11:1–10
- Emiliani C, Gartner S, Lidz B, Eldridge K, Elvey DK, Huang PC, Stipp JJ, Swanson M (1975) Paleoclimatological analysis of late Quaternary cores from the northwestern Gulf of Mexico. Science 189:1083–1088
- Emiliani C, Geiss J. 1959. On glaciations and their causes. Geologische Rundschau 46:576–601
- Emiliani C, Harrison CG, Swanson M. 1969. Underground nuclear explosions and the control of earthquakes. Science 165:1255–1256
- Emiliani C, Kraus EB, Shoemaker EM. 1981. Sudden death at the end of the Mesozoic. Earth and Planetary Science Letters 55:327–334
- Emiliani C, Mayeda T, Selli R. 1961. Paleotemperature analysis of the Plio-Pleistocene section at le Castella, Calabria, southern Italy. Geological Society of America Bulletin 72:679–688
- Emiliani C, Milliman JD. 1966. Deep-sea sediments and their geological record. Earth Science Reviews 1:105–132
- Emiliani C, Price DA, Seipp J. 1991. Is the Postglacial artificial? In: Taylor HP, O’Neil JR, Kaplan IR (eds) Special Publication: Stable Isotope Geochemistry: A Tribute to Samuel Epstein. Pennsylvania: Geochemical Society, University Park, pp 229–231
- Emiliani C, Shackleton NJ. 1974. The Brunhes Epoch: paleotemperature and geochronology. Science 183:511–514